# Чотирнадцята династія єгипетських фараонів
XIV династія — одна з династій фараонів, що правили в Стародавньому Єгипті під час так званого Другого перехідного періоду в  XVIII —  XVII століттях до н. е. Представники даної династії контролювали частину  Нижнього Єгипту на противагу  XIII династії. Згідно Манефона, династія була повалена після завоювання Нижнього Єгипту  гіксосами, що заснували  XV династію. Правителі династії носили в основному ханаанські або східноносемітські імена. Двоє правителів — фараон Нехесі і цариця Таті — носили також  нубійські імена.

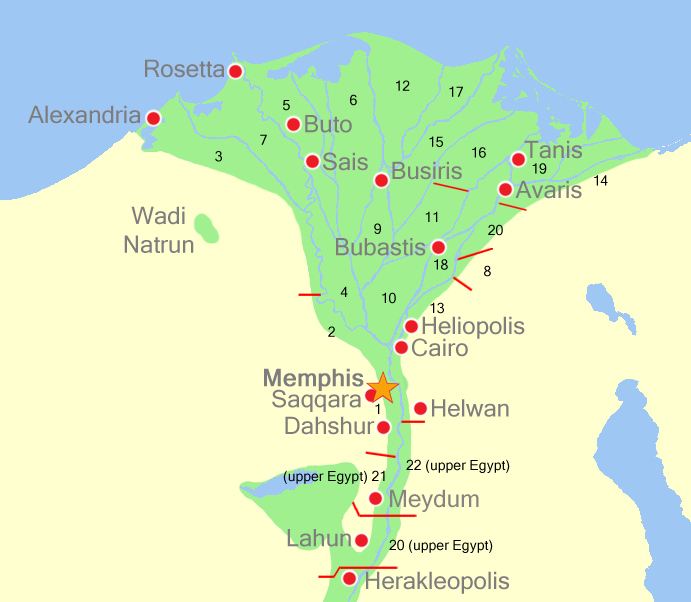
Номи Нижнього Єгипту

Правління цієї династії спільно з  XIII частина єгиптологів зараховує до часу  Середнього царства, однак частіше її включають у  Другий перехідний період. Час правління династії єгиптологи відносять до:
- Династія вказана без дат — по  І. Бікерману
- ? −1648/1645 рр. до н. е. — по Ю. фон Бекерату.
- Династія вказана без дат — по Е. Хорнунгу, Р. Крауссу і Д. Уорбертону.
- 76 фараонів з Ксоіса, що правили 484 роки — Євсевій Кесарійський, цитуючи Манефона[2]
- Невідома кількість фараонів, що правили 484 роки — Георгій Сінкелл, цитуючи Манефона.

Манефон зараховує до цієї династії 76 фараонів, однак в  Туринському списку є тільки 56 фараонів. Данський єгиптолог Кім Ріхольт вказує, що понад 70 фараонів в папірусі не поміститься. Також є розбіжності з приводу столиці XIV династії. Манефон вказує, що династія правила в Ксоісі, але Ріхольт вказав, що при розкопках в Аварісі був знайдений великий царський палац, побудований у Другій перехідний період, і висловив припущення, що саме в Аварісі знаходилася столиця під час правління XIV династії.
Обставини приходу до влади династії неясні. За Манефоном XIV династія правила в противагу XIII династії після припинення XII династії. Кім Ріхольт висловив припущення, що XIV династія виникла під час правління Нефрусебек, яка вважається останньою представницею XII династії на єгипетському троні. Відбулося зростання самостійності правителів східної частини  Дельти, що утворили XIV династію. На його думку, ханаанське населення, що проживало в східній частині Дельти, повстало, а фараонам XIII династії, успадуючим XII династію, не вдалося знову підпорядкувати область, контрольовану XIV династією. Початок правління династії він зараховує до 1805 року до н. е. Правила династія до повалення гіксосського  XV династією бл. 1650 до н. е. — Близько 155 років.
Однак не всі єгиптологи згодні з викладками Ріхольта.  Манфред Бітак, Дафна Бен Тор, Джеймс і Сьюзен Аллен припускають, що XIV династія могла виникнути тільки приблизно в 1720 році до н. е. — після смерті фараона  Собекхотепа IV. Це припущення ґрунтується на аналізі рівнів шарів, в яких знайдені печатки XIV династії, в результаті якого було зроблено висновок про те, що фараони XIV династії були сучасниками фараонів XIII династії тільки в останні півстоліття існування останньої — після 1700 до н. е. Манфред Бетак датував написи Негесі, одного з перших фараонів XIV династії, 1700 роком до н. е..
Після правління фараона Нехесі в області Дельти був період тривалого голоду, а також, можливо, була епідемія чуми, що тривала до кінця правління XIV династії. Можливо, що голод торкнувся і володіння XIII династії, влада представників якої в цей же час значно ослабла. У підсумку фараони обох династій не змогли протистояти гіксосським правителям з XV династії.
Згідно Манефона гіксоси утворили  XV династію, замінивши XIII і XIV династії. Однак сучасні археологічні знахідки, зроблені в Едфу в 2010–2011 роках, показали, що XV династія вже існувала в середині правління XIII династії. Були виявлені як печатки з  картушем гіксосського фараона Хіана, так і печатки з картушем фараона з XIII династії  Собекхотепа IV. Контексти даних печаток показують, що ці фараони були сучасниками, з чого можна зробити висновок, що під час правління Собекхотепа IV, одного з могутніх представників XIII династії, її представники вже не контролювали весь Єгипет, в той час частина  Нижнього Єгипту  вже контролювалася гіксосами.

## Список фараонів
Більшість фараонів з цієї династії відомі тільки за  Туринським царським списком, яка налічує 56 імен (частина їх не читається). Кім Ріхольт ідентифікував імена перших 5 фараонів з печатками. Однак Дафна Бен Тор на підставі аналізу рівнів шарів, в яких було знайдено печатку, припустила, що частина з них належить до другої половини правління XV династії і, можливо, належить незначним правителям Дельти, васальних гіксосам (наприклад, Якубхер міг бути васалом Хіана).
| Ім'я фараони, існування яких підтверджено (деяких гіпотетично) | Хронологія К. Ріхольт | «Туринський список» — майже всі фараони XIV династії відомі тільки за цим списком (ймовірно багато імен фіктивні або зазначені в списку не були фактичними правителями) | «Туринський список» — майже всі фараони XIV династії відомі тільки за цим списком (ймовірно багато імен фіктивні або зазначені в списку не були фактичними правителями) | «Туринський список» — майже всі фараони XIV династії відомі тільки за цим списком (ймовірно багато імен фіктивні або зазначені в списку не були фактичними правителями) | «Туринський список» — майже всі фараони XIV династії відомі тільки за цим списком (ймовірно багато імен фіктивні або зазначені в списку не були фактичними правителями)                                          | «Туринський список» — майже всі фараони XIV династії відомі тільки за цим списком (ймовірно багато імен фіктивні або зазначені в списку не були фактичними правителями)                                                                                | «Туринський список» — майже всі фараони XIV династії відомі тільки за цим списком (ймовірно багато імен фіктивні або зазначені в списку не були фактичними правителями)                        |
| Ім'я фараони, існування яких підтверджено (деяких гіпотетично) | Хронологія К. Ріхольт | Зіставлення | Інші імена | Інші імена | Інші імена | Інші імена | Інші імена |
| —                                                              | —                     | 7.? [………] | | 8.13. Херу-іб-ра 8.14. Неб-сен-ра 8.15. [……]-ра 8.16. Сехепер-ен-ра 8.17. Джед-херу-ра 8.18. Санх-іб-ра 8.19. [Ка]-нефер-тем-ра 8.20. Сехем-[…]-ра 8.21. Ка-кемет-ра 8.22. Нефер-іб-ра 8.23. І[……]-ра 8.24. Хаі-[…]-ра [Хуі-…] 8.25. Аа-ка-ра-[…] 8.26. Семен-[…]-ра 8.27. Джед-[…]-ра | 9.1. [……]-ра 9.2. [………] 9.3. [………] 9.4. [………] 9.5. […-ра-…] 9.6. […-ра-…] 9.7. Сенефер-[…]-ра 9.8. Мен-[іб]-ра 9.9. Джед-[…]-ра 9.10. [………] 9.11. [………] 9.12. [………] 9.13. [………] 9.14. Іненек-[…] 9.15. І-неб-[…] | 9.16. І-п[…] 9.17. Хаб-[…] 9.18. Ба<і>-[…], Са-[…] 9.19. Хепу 9.20. Шемсу 9.21. Мені-[…] 9.22. Ур-ка-[…] 9.23. [………] 9.24. [………] 9.25. […]-ка-[ра…] 9.26. […]-ка-[ра…] 9.27. [………] 9.28. […]-рен Хепу 9.29. […]-ка Неб-ен-наті 9.30. […]-ка-[…] Бебнем | 9.31. […]-ка-[…] 10.1. І[у-ф-…] 10.2. Сутех, Сетх 10.3. Суну 10.4. Хор-[…] 10.5. [………] 10.6. [………] 10.7. Ніб-[еф] 10.8. Мері-[…] 10.9. Пенесет-ен-сепет 10.10. Хер-хмут-шепсут 10.11. Хуі-хмут |
| Негесі                                                         | 1705                  | 8.1. Нехесі | | 8.13. Херу-іб-ра 8.14. Неб-сен-ра 8.15. [……]-ра 8.16. Сехепер-ен-ра 8.17. Джед-херу-ра 8.18. Санх-іб-ра 8.19. [Ка]-нефер-тем-ра 8.20. Сехем-[…]-ра 8.21. Ка-кемет-ра 8.22. Нефер-іб-ра 8.23. І[……]-ра 8.24. Хаі-[…]-ра [Хуі-…] 8.25. Аа-ка-ра-[…] 8.26. Семен-[…]-ра 8.27. Джед-[…]-ра | 9.1. [……]-ра 9.2. [………] 9.3. [………] 9.4. [………] 9.5. […-ра-…] 9.6. […-ра-…] 9.7. Сенефер-[…]-ра 9.8. Мен-[іб]-ра 9.9. Джед-[…]-ра 9.10. [………] 9.11. [………] 9.12. [………] 9.13. [………] 9.14. Іненек-[…] 9.15. І-неб-[…] | 9.16. І-п[…] 9.17. Хаб-[…] 9.18. Ба<і>-[…], Са-[…] 9.19. Хепу 9.20. Шемсу 9.21. Мені-[…] 9.22. Ур-ка-[…] 9.23. [………] 9.24. [………] 9.25. […]-ка-[ра…] 9.26. […]-ка-[ра…] 9.27. [………] 9.28. […]-рен Хепу 9.29. […]-ка Неб-ен-наті 9.30. […]-ка-[…] Бебнем | 9.31. […]-ка-[…] 10.1. І[у-ф-…] 10.2. Сутех, Сетх 10.3. Суну 10.4. Хор-[…] 10.5. [………] 10.6. [………] 10.7. Ніб-[еф] 10.8. Мері-[…] 10.9. Пенесет-ен-сепет 10.10. Хер-хмут-шепсут 10.11. Хуі-хмут |
| —                                                              | —                     | 8.2. Хаі-ті-ра | | 8.13. Херу-іб-ра 8.14. Неб-сен-ра 8.15. [……]-ра 8.16. Сехепер-ен-ра 8.17. Джед-херу-ра 8.18. Санх-іб-ра 8.19. [Ка]-нефер-тем-ра 8.20. Сехем-[…]-ра 8.21. Ка-кемет-ра 8.22. Нефер-іб-ра 8.23. І[……]-ра 8.24. Хаі-[…]-ра [Хуі-…] 8.25. Аа-ка-ра-[…] 8.26. Семен-[…]-ра 8.27. Джед-[…]-ра | 9.1. [……]-ра 9.2. [………] 9.3. [………] 9.4. [………] 9.5. […-ра-…] 9.6. […-ра-…] 9.7. Сенефер-[…]-ра 9.8. Мен-[іб]-ра 9.9. Джед-[…]-ра 9.10. [………] 9.11. [………] 9.12. [………] 9.13. [………] 9.14. Іненек-[…] 9.15. І-неб-[…] | 9.16. І-п[…] 9.17. Хаб-[…] 9.18. Ба<і>-[…], Са-[…] 9.19. Хепу 9.20. Шемсу 9.21. Мені-[…] 9.22. Ур-ка-[…] 9.23. [………] 9.24. [………] 9.25. […]-ка-[ра…] 9.26. […]-ка-[ра…] 9.27. [………] 9.28. […]-рен Хепу 9.29. […]-ка Неб-ен-наті 9.30. […]-ка-[…] Бебнем | 9.31. […]-ка-[…] 10.1. І[у-ф-…] 10.2. Сутех, Сетх 10.3. Суну 10.4. Хор-[…] 10.5. [………] 10.6. [………] 10.7. Ніб-[еф] 10.8. Мері-[…] 10.9. Пенесет-ен-сепет 10.10. Хер-хмут-шепсут 10.11. Хуі-хмут |
| Небефаура                                                      | 1704                  | 8.3. Неб-еф-ау-ра | | 8.13. Херу-іб-ра 8.14. Неб-сен-ра 8.15. [……]-ра 8.16. Сехепер-ен-ра 8.17. Джед-херу-ра 8.18. Санх-іб-ра 8.19. [Ка]-нефер-тем-ра 8.20. Сехем-[…]-ра 8.21. Ка-кемет-ра 8.22. Нефер-іб-ра 8.23. І[……]-ра 8.24. Хаі-[…]-ра [Хуі-…] 8.25. Аа-ка-ра-[…] 8.26. Семен-[…]-ра 8.27. Джед-[…]-ра | 9.1. [……]-ра 9.2. [………] 9.3. [………] 9.4. [………] 9.5. […-ра-…] 9.6. […-ра-…] 9.7. Сенефер-[…]-ра 9.8. Мен-[іб]-ра 9.9. Джед-[…]-ра 9.10. [………] 9.11. [………] 9.12. [………] 9.13. [………] 9.14. Іненек-[…] 9.15. І-неб-[…] | 9.16. І-п[…] 9.17. Хаб-[…] 9.18. Ба<і>-[…], Са-[…] 9.19. Хепу 9.20. Шемсу 9.21. Мені-[…] 9.22. Ур-ка-[…] 9.23. [………] 9.24. [………] 9.25. […]-ка-[ра…] 9.26. […]-ка-[ра…] 9.27. [………] 9.28. […]-рен Хепу 9.29. […]-ка Неб-ен-наті 9.30. […]-ка-[…] Бебнем | 9.31. […]-ка-[…] 10.1. І[у-ф-…] 10.2. Сутех, Сетх 10.3. Суну 10.4. Хор-[…] 10.5. [………] 10.6. [………] 10.7. Ніб-[еф] 10.8. Мері-[…] 10.9. Пенесет-ен-сепет 10.10. Хер-хмут-шепсут 10.11. Хуі-хмут |
| —                                                              | —                     | 8.4. Сехеб-ра | | 8.13. Херу-іб-ра 8.14. Неб-сен-ра 8.15. [……]-ра 8.16. Сехепер-ен-ра 8.17. Джед-херу-ра 8.18. Санх-іб-ра 8.19. [Ка]-нефер-тем-ра 8.20. Сехем-[…]-ра 8.21. Ка-кемет-ра 8.22. Нефер-іб-ра 8.23. І[……]-ра 8.24. Хаі-[…]-ра [Хуі-…] 8.25. Аа-ка-ра-[…] 8.26. Семен-[…]-ра 8.27. Джед-[…]-ра | 9.1. [……]-ра 9.2. [………] 9.3. [………] 9.4. [………] 9.5. […-ра-…] 9.6. […-ра-…] 9.7. Сенефер-[…]-ра 9.8. Мен-[іб]-ра 9.9. Джед-[…]-ра 9.10. [………] 9.11. [………] 9.12. [………] 9.13. [………] 9.14. Іненек-[…] 9.15. І-неб-[…] | 9.16. І-п[…] 9.17. Хаб-[…] 9.18. Ба<і>-[…], Са-[…] 9.19. Хепу 9.20. Шемсу 9.21. Мені-[…] 9.22. Ур-ка-[…] 9.23. [………] 9.24. [………] 9.25. […]-ка-[ра…] 9.26. […]-ка-[ра…] 9.27. [………] 9.28. […]-рен Хепу 9.29. […]-ка Неб-ен-наті 9.30. […]-ка-[…] Бебнем | 9.31. […]-ка-[…] 10.1. І[у-ф-…] 10.2. Сутех, Сетх 10.3. Суну 10.4. Хор-[…] 10.5. [………] 10.6. [………] 10.7. Ніб-[еф] 10.8. Мері-[…] 10.9. Пенесет-ен-сепет 10.10. Хер-хмут-шепсут 10.11. Хуі-хмут |
| Меріджефара                                                    | 1699                  | 8.5. Мері-джефа-ра | | 8.13. Херу-іб-ра 8.14. Неб-сен-ра 8.15. [……]-ра 8.16. Сехепер-ен-ра 8.17. Джед-херу-ра 8.18. Санх-іб-ра 8.19. [Ка]-нефер-тем-ра 8.20. Сехем-[…]-ра 8.21. Ка-кемет-ра 8.22. Нефер-іб-ра 8.23. І[……]-ра 8.24. Хаі-[…]-ра [Хуі-…] 8.25. Аа-ка-ра-[…] 8.26. Семен-[…]-ра 8.27. Джед-[…]-ра | 9.1. [……]-ра 9.2. [………] 9.3. [………] 9.4. [………] 9.5. […-ра-…] 9.6. […-ра-…] 9.7. Сенефер-[…]-ра 9.8. Мен-[іб]-ра 9.9. Джед-[…]-ра 9.10. [………] 9.11. [………] 9.12. [………] 9.13. [………] 9.14. Іненек-[…] 9.15. І-неб-[…] | 9.16. І-п[…] 9.17. Хаб-[…] 9.18. Ба<і>-[…], Са-[…] 9.19. Хепу 9.20. Шемсу 9.21. Мені-[…] 9.22. Ур-ка-[…] 9.23. [………] 9.24. [………] 9.25. […]-ка-[ра…] 9.26. […]-ка-[ра…] 9.27. [………] 9.28. […]-рен Хепу 9.29. […]-ка Неб-ен-наті 9.30. […]-ка-[…] Бебнем | 9.31. […]-ка-[…] 10.1. І[у-ф-…] 10.2. Сутех, Сетх 10.3. Суну 10.4. Хор-[…] 10.5. [………] 10.6. [………] 10.7. Ніб-[еф] 10.8. Мері-[…] 10.9. Пенесет-ен-сепет 10.10. Хер-хмут-шепсут 10.11. Хуі-хмут |
| —                                                              | —                     | 8.6. Суадж-ка-ра | | 8.13. Херу-іб-ра 8.14. Неб-сен-ра 8.15. [……]-ра 8.16. Сехепер-ен-ра 8.17. Джед-херу-ра 8.18. Санх-іб-ра 8.19. [Ка]-нефер-тем-ра 8.20. Сехем-[…]-ра 8.21. Ка-кемет-ра 8.22. Нефер-іб-ра 8.23. І[……]-ра 8.24. Хаі-[…]-ра [Хуі-…] 8.25. Аа-ка-ра-[…] 8.26. Семен-[…]-ра 8.27. Джед-[…]-ра | 9.1. [……]-ра 9.2. [………] 9.3. [………] 9.4. [………] 9.5. […-ра-…] 9.6. […-ра-…] 9.7. Сенефер-[…]-ра 9.8. Мен-[іб]-ра 9.9. Джед-[…]-ра 9.10. [………] 9.11. [………] 9.12. [………] 9.13. [………] 9.14. Іненек-[…] 9.15. І-неб-[…] | 9.16. І-п[…] 9.17. Хаб-[…] 9.18. Ба<і>-[…], Са-[…] 9.19. Хепу 9.20. Шемсу 9.21. Мені-[…] 9.22. Ур-ка-[…] 9.23. [………] 9.24. [………] 9.25. […]-ка-[ра…] 9.26. […]-ка-[ра…] 9.27. [………] 9.28. […]-рен Хепу 9.29. […]-ка Неб-ен-наті 9.30. […]-ка-[…] Бебнем | 9.31. […]-ка-[…] 10.1. І[у-ф-…] 10.2. Сутех, Сетх 10.3. Суну 10.4. Хор-[…] 10.5. [………] 10.6. [………] 10.7. Ніб-[еф] 10.8. Мері-[…] 10.9. Пенесет-ен-сепет 10.10. Хер-хмут-шепсут 10.11. Хуі-хмут |
| Небджефара                                                     | 1694                  | 8.7. Неб-джефа-ра | | 8.13. Херу-іб-ра 8.14. Неб-сен-ра 8.15. [……]-ра 8.16. Сехепер-ен-ра 8.17. Джед-херу-ра 8.18. Санх-іб-ра 8.19. [Ка]-нефер-тем-ра 8.20. Сехем-[…]-ра 8.21. Ка-кемет-ра 8.22. Нефер-іб-ра 8.23. І[……]-ра 8.24. Хаі-[…]-ра [Хуі-…] 8.25. Аа-ка-ра-[…] 8.26. Семен-[…]-ра 8.27. Джед-[…]-ра | 9.1. [……]-ра 9.2. [………] 9.3. [………] 9.4. [………] 9.5. […-ра-…] 9.6. […-ра-…] 9.7. Сенефер-[…]-ра 9.8. Мен-[іб]-ра 9.9. Джед-[…]-ра 9.10. [………] 9.11. [………] 9.12. [………] 9.13. [………] 9.14. Іненек-[…] 9.15. І-неб-[…] | 9.16. І-п[…] 9.17. Хаб-[…] 9.18. Ба<і>-[…], Са-[…] 9.19. Хепу 9.20. Шемсу 9.21. Мені-[…] 9.22. Ур-ка-[…] 9.23. [………] 9.24. [………] 9.25. […]-ка-[ра…] 9.26. […]-ка-[ра…] 9.27. [………] 9.28. […]-рен Хепу 9.29. […]-ка Неб-ен-наті 9.30. […]-ка-[…] Бебнем | 9.31. […]-ка-[…] 10.1. І[у-ф-…] 10.2. Сутех, Сетх 10.3. Суну 10.4. Хор-[…] 10.5. [………] 10.6. [………] 10.7. Ніб-[еф] 10.8. Мері-[…] 10.9. Пенесет-ен-сепет 10.10. Хер-хмут-шепсут 10.11. Хуі-хмут |
| —                                                              | —                     | 8.8. У[бен]-ра | | 8.13. Херу-іб-ра 8.14. Неб-сен-ра 8.15. [……]-ра 8.16. Сехепер-ен-ра 8.17. Джед-херу-ра 8.18. Санх-іб-ра 8.19. [Ка]-нефер-тем-ра 8.20. Сехем-[…]-ра 8.21. Ка-кемет-ра 8.22. Нефер-іб-ра 8.23. І[……]-ра 8.24. Хаі-[…]-ра [Хуі-…] 8.25. Аа-ка-ра-[…] 8.26. Семен-[…]-ра 8.27. Джед-[…]-ра | 9.1. [……]-ра 9.2. [………] 9.3. [………] 9.4. [………] 9.5. […-ра-…] 9.6. […-ра-…] 9.7. Сенефер-[…]-ра 9.8. Мен-[іб]-ра 9.9. Джед-[…]-ра 9.10. [………] 9.11. [………] 9.12. [………] 9.13. [………] 9.14. Іненек-[…] 9.15. І-неб-[…] | 9.16. І-п[…] 9.17. Хаб-[…] 9.18. Ба<і>-[…], Са-[…] 9.19. Хепу 9.20. Шемсу 9.21. Мені-[…] 9.22. Ур-ка-[…] 9.23. [………] 9.24. [………] 9.25. […]-ка-[ра…] 9.26. […]-ка-[ра…] 9.27. [………] 9.28. […]-рен Хепу 9.29. […]-ка Неб-ен-наті 9.30. […]-ка-[…] Бебнем | 9.31. […]-ка-[…] 10.1. І[у-ф-…] 10.2. Сутех, Сетх 10.3. Суну 10.4. Хор-[…] 10.5. [………] 10.6. [………] 10.7. Ніб-[еф] 10.8. Мері-[…] 10.9. Пенесет-ен-сепет 10.10. Хер-хмут-шепсут 10.11. Хуі-хмут |
| —                                                              | —                     | 8.9. [………] | | 8.13. Херу-іб-ра 8.14. Неб-сен-ра 8.15. [……]-ра 8.16. Сехепер-ен-ра 8.17. Джед-херу-ра 8.18. Санх-іб-ра 8.19. [Ка]-нефер-тем-ра 8.20. Сехем-[…]-ра 8.21. Ка-кемет-ра 8.22. Нефер-іб-ра 8.23. І[……]-ра 8.24. Хаі-[…]-ра [Хуі-…] 8.25. Аа-ка-ра-[…] 8.26. Семен-[…]-ра 8.27. Джед-[…]-ра | 9.1. [……]-ра 9.2. [………] 9.3. [………] 9.4. [………] 9.5. […-ра-…] 9.6. […-ра-…] 9.7. Сенефер-[…]-ра 9.8. Мен-[іб]-ра 9.9. Джед-[…]-ра 9.10. [………] 9.11. [………] 9.12. [………] 9.13. [………] 9.14. Іненек-[…] 9.15. І-неб-[…] | 9.16. І-п[…] 9.17. Хаб-[…] 9.18. Ба<і>-[…], Са-[…] 9.19. Хепу 9.20. Шемсу 9.21. Мені-[…] 9.22. Ур-ка-[…] 9.23. [………] 9.24. [………] 9.25. […]-ка-[ра…] 9.26. […]-ка-[ра…] 9.27. [………] 9.28. […]-рен Хепу 9.29. […]-ка Неб-ен-наті 9.30. […]-ка-[…] Бебнем | 9.31. […]-ка-[…] 10.1. І[у-ф-…] 10.2. Сутех, Сетх 10.3. Суну 10.4. Хор-[…] 10.5. [………] 10.6. [………] 10.7. Ніб-[еф] 10.8. Мері-[…] 10.9. Пенесет-ен-сепет 10.10. Хер-хмут-шепсут 10.11. Хуі-хмут |
| —                                                              | —                     | 8.10. […джефау]-ра | | 8.13. Херу-іб-ра 8.14. Неб-сен-ра 8.15. [……]-ра 8.16. Сехепер-ен-ра 8.17. Джед-херу-ра 8.18. Санх-іб-ра 8.19. [Ка]-нефер-тем-ра 8.20. Сехем-[…]-ра 8.21. Ка-кемет-ра 8.22. Нефер-іб-ра 8.23. І[……]-ра 8.24. Хаі-[…]-ра [Хуі-…] 8.25. Аа-ка-ра-[…] 8.26. Семен-[…]-ра 8.27. Джед-[…]-ра | 9.1. [……]-ра 9.2. [………] 9.3. [………] 9.4. [………] 9.5. […-ра-…] 9.6. […-ра-…] 9.7. Сенефер-[…]-ра 9.8. Мен-[іб]-ра 9.9. Джед-[…]-ра 9.10. [………] 9.11. [………] 9.12. [………] 9.13. [………] 9.14. Іненек-[…] 9.15. І-неб-[…] | 9.16. І-п[…] 9.17. Хаб-[…] 9.18. Ба<і>-[…], Са-[…] 9.19. Хепу 9.20. Шемсу 9.21. Мені-[…] 9.22. Ур-ка-[…] 9.23. [………] 9.24. [………] 9.25. […]-ка-[ра…] 9.26. […]-ка-[ра…] 9.27. [………] 9.28. […]-рен Хепу 9.29. […]-ка Неб-ен-наті 9.30. […]-ка-[…] Бебнем | 9.31. […]-ка-[…] 10.1. І[у-ф-…] 10.2. Сутех, Сетх 10.3. Суну 10.4. Хор-[…] 10.5. [………] 10.6. [………] 10.7. Ніб-[еф] 10.8. Мері-[…] 10.9. Пенесет-ен-сепет 10.10. Хер-хмут-шепсут 10.11. Хуі-хмут |
| Убенра                                                         | 1690                  | 8.11. […убен]-ра | | 8.13. Херу-іб-ра 8.14. Неб-сен-ра 8.15. [……]-ра 8.16. Сехепер-ен-ра 8.17. Джед-херу-ра 8.18. Санх-іб-ра 8.19. [Ка]-нефер-тем-ра 8.20. Сехем-[…]-ра 8.21. Ка-кемет-ра 8.22. Нефер-іб-ра 8.23. І[……]-ра 8.24. Хаі-[…]-ра [Хуі-…] 8.25. Аа-ка-ра-[…] 8.26. Семен-[…]-ра 8.27. Джед-[…]-ра | 9.1. [……]-ра 9.2. [………] 9.3. [………] 9.4. [………] 9.5. […-ра-…] 9.6. […-ра-…] 9.7. Сенефер-[…]-ра 9.8. Мен-[іб]-ра 9.9. Джед-[…]-ра 9.10. [………] 9.11. [………] 9.12. [………] 9.13. [………] 9.14. Іненек-[…] 9.15. І-неб-[…] | 9.16. І-п[…] 9.17. Хаб-[…] 9.18. Ба<і>-[…], Са-[…] 9.19. Хепу 9.20. Шемсу 9.21. Мені-[…] 9.22. Ур-ка-[…] 9.23. [………] 9.24. [………] 9.25. […]-ка-[ра…] 9.26. […]-ка-[ра…] 9.27. [………] 9.28. […]-рен Хепу 9.29. […]-ка Неб-ен-наті 9.30. […]-ка-[…] Бебнем | 9.31. […]-ка-[…] 10.1. І[у-ф-…] 10.2. Сутех, Сетх 10.3. Суну 10.4. Хор-[…] 10.5. [………] 10.6. [………] 10.7. Ніб-[еф] 10.8. Мері-[…] 10.9. Пенесет-ен-сепет 10.10. Хер-хмут-шепсут 10.11. Хуі-хмут |